# Barrière de Wyers
Pour les articles homonymes, voir Wyer.
La barrière de Wyers est une petite barrière de glace de l'Antarctique située du côté est de la base de la péninsule de Sakellari.
67° 11′ 00″ S, 49° 54′ 00″ E